# Liste der Ortschaften im Bezirk Salzburg-Umgebung
Die Liste der Ortschaften im Bezirk Salzburg-Umgebung enthält die 36 Gemeinden und ihre zugehörigen Ortschaften im salzburgischen Bezirk Salzburg-Umgebung. Stand Ortschaften: 1. Jänner 2022
Kursive Gemeindenamen sind keine Ortschaften, in Klammern der Status Markt bzw. Stadt. Die Angaben erfolgen im offiziellen Gemeinde- bzw. Ortschaftsnamen, wie von der Statistik Austria geführt.
- Anif
  - Neu-Anif
  - Niederalm

- Anthering
  - Acharting
  - Anzfelden
  - Berg
  - Gollacken
  - Kobl
  - Lehen
  - Ried
  - Schönberg
  - Trainting
  - Wald
  - Wurmassing
  - Würzenberg

- Bergheim
  - Lengfelden
  - Muntigl
  - Plain
  - Voggenberg

- Berndorf bei Salzburg
  - Großenegg

- Bürmoos
- Dorfbeuern
  - Au
  - Breitenlohe
  - Buchach
  - Michaelbeuern
  - Reitsberg
  - Scherhaslach
  - Schönberg
  - Thalhausen
  - Vorau
  - Wagnerfeld
  - Wagnergraben

- Ebenau
  - Hinterebenau
  - Hinterwinkl
  - Unterberg
  - Vorderschroffenau

- Elixhausen
- Elsbethen
  - Gfalls
  - Glasenbach
  - Haslach
  - Hinterwinkl
  - Höhenwald
  - Oberwinkl
  - Vorderfager
  - Zieglau

- Eugendorf (Markt)
- Faistenau
  - Alm
  - Anger
  - Lidaun
  - Ramsau
  - Tiefbrunnau
  - Vordersee
  - Wald

- Fuschl am See
- Göming
  - Bulharting
  - Dreimühlen
  - Gunsering
  - Kemating
  - Mittergöming
  - Reinberg

- Grödig (Markt)
  - Eichet
  - Glanegg
  - Sankt Leonhard

- Großgmain
- Hallwang
  - Berg
  - Esch
  - Zilling

- Henndorf am Wallersee
- Hintersee
  - Lämmerbach

- Hof bei Salzburg
- Koppl
  - Guggenthal
  - Habach
  - Heuberg
  - Ladau
  - Winkl

- Köstendorf
  - Enharting
  - Gramling
  - Helming
  - Hilgertsheim
  - Kleinköstendorf
  - Spanswag
  - Tannham
  - Tödtleinsdorf
  - Weng

- Lamprechtshausen
  - Asten
  - Ausserfürt
  - Bruck
  - Gresenberg
  - Hausmoning
  - Innerfürt
  - Knotzing
  - Loipferding
  - Maxdorf
  - Niederarnsdorf
  - Nopping
  - Oberarnsdorf
  - Reicherting
  - Riedlkam
  - Sankt Alban
  - Schmieden
  - Schwerting
  - Stockham
  - Weidental
  - Wildmann
  - Willenberg

- Mattsee (Markt)
- Neumarkt am Wallersee (Stadt)
  - Lengroid
  - Maierhof
  - Matzing
  - Neufahrn
  - Pfongau
  - Schalkham
  - Sighartstein
  - Sommerholz
  - Thalham
  - Wallersee-Ostbucht
  - Wertheim

- Nußdorf am Haunsberg
  - Altsberg
  - Durchham
  - Eisping
  - Gastein
  - Hainbach
  - Hochberg
  - Irlach
  - Kleinberg
  - Kroisbach
  - Lauterbach
  - Liersching
  - Lukasedt
  - Olching
  - Pabing
  - Pinswag
  - Reinharting
  - Rottstätt
  - Schlößl
  - Schröck
  - Steinbach
  - Waidach
  - Weitwörth

- Oberndorf bei Salzburg (Stadt)
  - Haidenöster

- Obertrum am See (Markt)
  - Au
  - Mühlbach

- Plainfeld
- Sankt Georgen bei Salzburg
  - Aglassing
  - Au
  - Bruckenholz
  - Eching
  - Helmberg
  - Holzhausen
  - Irlach
  - Jauchsdorf
  - Königsberg
  - Krögn
  - Moospirach
  - Ölling
  - Roding
  - Seetal
  - Vollern

- Sankt Gilgen
  - Gschwand
  - Laim
  - Oberburgau
  - Pöllach
  - Ried
  - Unterburgau
  - Winkl
  - Schleedorf

- Seeham
- Seekirchen am Wallersee (Stadt)
  - Bayerham
  - Brunn
  - Fischtaging
  - Halberstätten
  - Huttich
  - Kothgumprechting
  - Kraiham
  - Mayerlehen
  - Mödlham
  - Ried
  - Schmieding
  - Schmiedkeller
  - Schöngumprechting
  - Seewalchen
  - Waldprechting
  - Wies
  - Wimm
  - Wimmsiedlung
  - Zaisberg

- Straßwalchen (Markt)
  - Aigelsbrunn
  - Angern
  - Außerroid
  - Baierham
  - Baumbach
  - Bodenberg
  - Bruckmoos
  - Brunn
  - Eck
  - Eingarten
  - Fißlthal
  - Haarlacken
  - Haidach
  - Haselreith
  - Haslach
  - Hochfeld
  - Holzfeld
  - Hüttenedt
  - Innerroid
  - Irrsdorf
  - Jagdenroid
  - Jagdhub
  - Latein
  - Neuhofen
  - Oberholz
  - Pfenninglanden
  - Pölzleiten
  - Rattensam
  - Reitzing
  - Rilling
  - Roidwalchen
  - Ruckling
  - Stadlberg
  - Steindorf
  - Stockham
  - Taigen
  - Voglhub
  - Watzlberg
  - Winkl
  - Winzerroid
  - Zagling

- Strobl
  - Aigen
  - Gschwendt
  - Weißenbach

- Thalgau (Markt)
  - Egg
  - Enzersberg
  - Leithen
  - Oberdorf
  - Thalgauberg
  - Unterdorf
  - Vetterbach

- Wals-Siezenheim
  - Gois
  - Himmelreich
  - Käferheim
  - Kleßheim
  - Schwarzenbergkaserne
  - Siezenheim
  - Viehhausen
  - Wals
  - Walserberg
  - Walserfeld